# Blaichach
Blaichach település Németországban, azon belül Bajorországban. Lakosainak száma 5794 fő (2023. december 31.). Blaichach Burgberg im Allgäu, Immenstadt im Allgäu, Sonthofen, Ofterschwang, Bolsterlang, Balderschwang és Oberstaufen községekkel határos.

## Népesség
A település népessége az elmúlt években az alábbi módon változott:
| Lakosok száma | 894  | 2806 | 4925 | 4970 | 5651 | 5713 | 5752 | 5809 | 5744 | 5794 |
|               | 1875 | 1950 | 1975 | 1987 | 2012 | 2014 | 2016 | 2017 | 2021 | 2023 |